# Sénat de l'Arizona
57e législature de l'Arizona
Capitole de l'État de l'Arizona
La Sénat de l'Arizona (en anglais : Arizona Senate) est la chambre haute de la législature d'État de l'Arizona, un État des États-Unis.
Le Sénat est actuellement dominé par le Parti républicain, avec 16 sièges, contre 14 au Parti démocrate.

## Système électoral
Le Sénat de l'Arizona est composé de 30 sièges pourvus pour deux ans au scrutin uninominal majoritaire à un tour dans autant de circonscriptions.
Les sénateurs, représentent chacun un district de près de 171 000 résidents. Ils ne peuvent siéger plus de quatre mandats consécutifs, soit huit ans.

## Siège
Le Sénat siège au Capitole de l'État de l'Arizona, situé à Phoenix.

## Présidence
En l'absence d'un poste de lieutenant-gouverneur de l'État, c'est un président, élu par ses pairs, qui préside la chambre haute et nomme les présidents de commissions parlementaires. En son absence, c'est le doyen du groupe parlementaire dominant, dit président pro tempore, qui préside le Sénat.

## Représentation
| Date      | Parti      | Parti        | Total |
| Date      | Démocrates | Républicains | Total |
| --------- | ---------- | ------------ | ----- |
| Date      |            |              | Total |
| 2017-2019 | 13         | 17           | 30    |
| 2019-2021 | 13         | 17           | 30    |
| 2021-2023 | 14         | 16           | 30    |
| 2023-2025 | 14         | 16           | 30    |
| 2025-2027 | 13         | 17           | 30    |